# Américo Silva
Américo Silva (São Domingos de Rana, Cascais, 26 de abril de 1947 — Marselha, 17 de agosto de 2016) foi um ciclista de Portugal, vencedor da Volta a Portugal em 1968.

## Biografia
Américo Silva nasceu em Abóboda, na freguesia de São Domingos de Rana, em Cascais, no dia 26 de abril de 1947.
Carreira desportiva
Amério Silva ganhou destaque pela sua elevada qualidade no Clube Futebol de Sassoeiros, localidade junto ao seu local de nascimento. A equipa de Sassoeiros tinha uma boa estrutura, liderada também por José Manuel Nave.  
- 1968, Benfica, Portugal

Palmarés
- 1968, venceu a Volta a Portugal